# Roncegno Terme
Roncegno Terme là một đô thị ở tỉnh Trento ở vùng Trentino-Alto Adige/Südtirol của Ý, tọa lạc cách 20 km về phía đông của Trento.

## Geography
Đô thị Roncegno có các frazioni (đơn vị trực thuộc, chủ yếu là các làng) Marter, Monte di Mezzo, S. Brigida and 44 Masi. Roncegno giáp các đô thị: Fierozzo, Torcegno, Ronchi Valsugana, Frassilongo, Borgo Valsugana và Novaledo.
Đô thị này có diện tích 38,1 km².

## Demographics
Tại thời điểm ngày 31 tháng 12 năm 2004, đô thị này có dân số 2.564.